# Abba Kovner

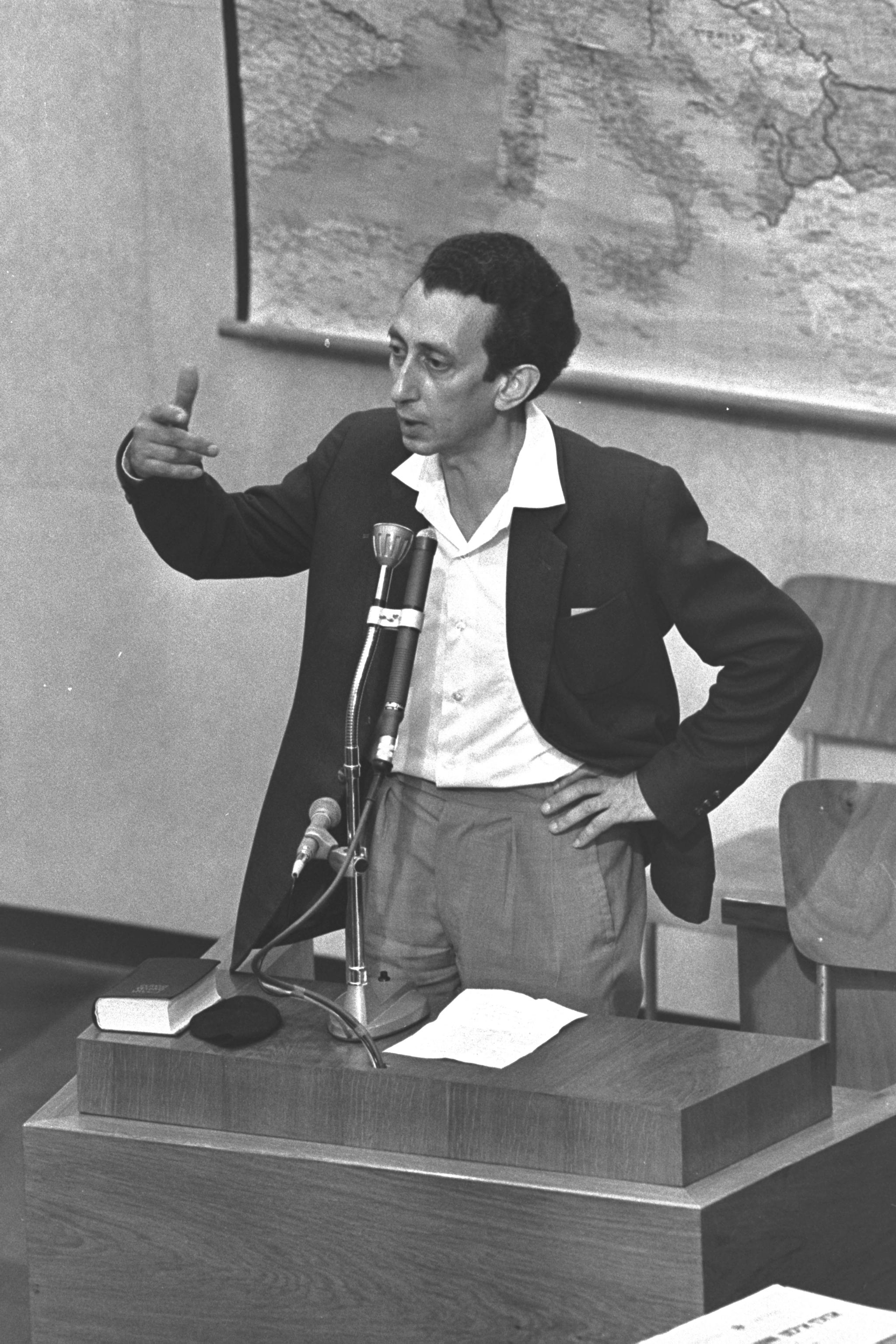
Abba Kovner testificando en el juicio de Adolf Eichmann en 1961.

Abba Kovner (Sebastopol, Rusia, 14 de marzo de 1918 - Kibbutz Ein Ha Horesh, Israel, 25 de septiembre de 1987) fue un poeta en lengua yiddish, sionista y combatiente (partisano) durante la Segunda Guerra Mundial. En Israel se le considera un héroe de la resistencia judía durante el Holocausto en los países bálticos, durante y después de la Segunda Guerra Mundial. Perteneció al movimiento sionista independentista de Israel. Fue testigo de cargo en contra de Adolf Eichmann en 1961.

## Biografía
Abel Kovner nació en el seno de una familia judía en el puerto de Sebastopol, península de Crimea, que pronto se mudó a la llamada Jerusalén de Lituania, la ciudad de Vilna, urbe de 195.000 almas, famosa como centro cultural y religioso judío. Estudió arte en la Universidad de Vilna. En septiembre de 1939 la ciudad fue incorporada a la Unión Soviética; el gobierno procomunista comenzó a reprimir a los opositores al nuevo régimen y Kovner se unió al movimiento sionista Hashomer Hatzair durante un breve período.
El 24 de junio de 1941, durante la invasión de la Unión Soviética, los alemanes atacaron la ciudad e inmediatamente comenzaron a perseguir y segregar a la población judía (unas 60.000 personas), que fue recluida en el gueto de Vilna, compuesto por dos secciones, una menor y otra con mayor población cautiva. Kovner consiguió escapar a los bosques uniéndose a la resistencia antinazi, que logró mantener canales de comunicación con el gueto mayor mediante el uso del alcantarillado.
El Einsatzgruppen A al mando de Franz Walter Stahlecker y sus Sonderkommandos 1.a y 1.b llegaron poco menos de un mes después. Detuvieron a unos 5.000 varones judíos del gueto menor que, con el pretexto de trasladarlos a campos de trabajo en Estonia, fueron conducidos a los bosques de Ponar ("Ponary" en polaco), donde fueron masacrados y enterrados. 
En agosto, el grupo de exterminio perpetró una segunda masacre con 8.000 víctimas. En un principio, los judíos escondidos en los bosques no creían que se les estuviese asesinando a tal magnitud, pero los testimonios de sobrevivientes finalmente los llevaron a convencerse de la terrible realidad. La población del gueto pasó de 80.000 a 20.000 personas en octubre.
Kovner presenció muchos atropellos y brutalidades de los nazis contra las indefensas víctimas, lo que engendró en él un sentimiento de odio implacable hacía los alemanes. Instó a la gente del gueto a resistir y a establecer grupos de resistencia interior.
Tuvo un papel decisivo al exponer las mentiras alemanas ante los líderes del gueto: no trasladaban a los judíos a campos de trabajo, sino que los exterminaban. 
Kovner instó a la dirigencia del gueto a oponer resistencia armada contra la deportación, pero los dirigentes, entre ellos Jacob Gens, del Judenrat, se opusieron, actuando incluso en contra de la propia resistencia y debilitando así todo conato de rebeldía contra los ocupantes.
El 1 de septiembre de 1941, los alemanes se enfrentaron por primera vez a la resistencia judía en las calles de Vilna. De allí en adelante, esta llevó a cabo numerosos actos de sabotaje contra la línea de suministros, amén de otras muchas acciones de guerrillas. El segundo gueto fue finalmente liquidado en octubre de 1943, quedando exterminado el 95 % de su población, incluyendo a Gens, ejecutado por la Gestapo; unos pocos sobrevivientes escaparon por las alcantarillas.
Se convirtió en un prolífico activista, encabezando un importante grupo de resistencia armada que luchaba contra la deportación de judíos soviéticos a campos de trabajo, que en realidad eran llevados para su exterminación.
Pero el potente ejército alemán que controlaba los guetos instalados en las poblaciones soviéticas que habían invadido la zona era difícil de batir, por lo que los actos de sabotaje y la represión a través de la guerrilla de resistencia eran múltiples.
La germanofobia que la situación le produjo hizo que luchase sin descanso para crear en 1945 el grupo Nakam (Venganza judía), con el propósito de llevar a cabo la 'ley del talión' (ojo por ojo…) y acabar con la vida de tantos alemanes como judíos habían perecido a sus manos.
Así, Kovner se unió a los partisanos rusos y bielorrusos y continuó participando en acciones de resistencia. Destacó por su enconado odio a los alemanes y fue uno de los que realizó acciones más violentas contra ellos en la frontera polaca.

## Venganza
Su plan con Nakam era ir eliminando sistemáticamente a alemanes. Para ello, empezarían con todos aquellos que hubieran tenido algo que ver con la guerra y el Holocausto.
El plan consistía en envenenar los diferentes suministros de agua de las principales ciudades alemanas, así como acabar con los prisioneros nazis recluidos a la espera de ser enjuiciados.
En 1946, más de 200 reclusos alemanes que se encontraban en la Prisión de Langwasser (Núremberg) enfermaron al ingerir pan envenenado con arsénico.
Varios sectores judíos condenaron tales acciones e instaron a vengar pacíficamente la memoria y el holocausto mediante el sistema de justicia. A pesar de que el grupo hizo pequeñas acciones para llevar a cabo su propósito inicial, finalmente se optó por abandonar el proyecto.

## Últimos años
Formó parte de los movimientos sionistas (Brigada Guivati) que ayudaron a fortalecer el recién creado Estado de Israel, luchando contra árabes y palestinos.
El 4 de mayo de 1961 sirvió como testigo de cargo en contra del exoficial de las SS Adolf Eichmann.
Kovner se dedicó a la poesía, siendo ampliamente reconocido, y escribió en forma literaria muchas de sus vivencias como partisano en la lucha contra los nazis. Fue considerado un héroe en su país y recibió el Premio Nacional de Literatura en 1970.
Falleció en 1987.

## Legado literario
- Mi pequeña hermana, ISBN 0-932440-20-7
- El poema hebreo moderno, ISBN 0-8143-2485-1